# Nicholas Mickelson
Look Sa Nicholas Kengkhetid Mickelson (thailändisch ลูกโซ่ นิโคลัส เก่งเขตกิจ มิคเคลสัน; * 24. Juli 1999 in Skien) ist ein norwegisch-thailändischer Fußballspieler. 
Nach seinem Karrierebeginn lief er erst für Ham-Kam und danach für Strømsgodset IF auf, ehe er nach Dänemark zu Odense BK wechselte. Mickelson spielt seit Sommer 2025 beim deutschen Zweitligisten SV Elversberg. Zudem ist er ein ehemaliger norwegischer Nachwuchsnationalspieler sowie aktuell A-Nationalspieler Thailands.

## Karriere

### Verein

#### Ham-Kam
Nicholas Mickelson, Sohn einer thailändischen Mutter und eines norwegischen Vaters, begann mit dem Fußballspielen in Ottestad (Kommune Stange) in der Provinz Hedmark (heute Provinz Innlandet) mit dem Fußballspielen, als er Ottestad IF beitrat. Später wechselte er in die Jugendabteilung von Ham-Kam. Während der Saison 2017 kam Mickelson in der zweiten Mannschaft in der dritten norwegischen Liga zum Einsatz, ehe er am 2. April 2018 beim 1:1-Unentschieden der ersten Mannschaft im Zweitligaspiel bei Ullensaker/Kisa IL im Alter von 18 Jahren sein Profidebüt gab. Er erarbeitete sich in der Folgezeit nach und nach als Verteidiger einen Stammplatz und zog mit seinen Leistungen das Interesse anderer Vereine auf sich.

#### Strømsgodset IF
Nicholas Mickelson wechselte schließlich zum Erstligisten Strømsgodset IF, verpasste den Großteil seiner ersten Saison jedoch aufgrund eines Achillessehnenrisses. In seiner zweiten Saison war er dann hingegen als linker Außenverteidiger über weite Strecken der Saison gesetzt. In der darauffolgenden Saison war Mickelson hingegen oftmals nicht im Spieltagskader vertreten, und es war nicht verwunderlich, dass er sich zu einem Vereinswechsel entschloss.

#### Odense BK
Er entschied sich schließlich für einen Wechsel nach Dänemark zu Odense BK. Zunächst war ein Wechsel zu Beginn des Jahres 2022 vorgesehen, jedoch wechselte Nicholas Mickelson dann Ende August 2021 mit sofortiger Wirkung nach Fünen. Angekommen in Odense, erkämpfte er sich sofort einen Stammplatz, wobei er hier als rechter Außenverteidiger eingesetzt wurde. In seinem ersten Jahr in Dänemark erreichte Mickelson mit seinem neuen Verein das Finale im dänischen Pokal, wo man nach Elfmeterschießen gegen den FC Midtjylland verlor. In der darauffolgenden Saison verpasste Nicholas Mickelson Teile der Hinrunde sowie den Beginn der Rückrunde wegen einer Sprunggelenksverletzung, Stammspieler war er lediglich zu Saisonbeginn und gegen Ende der Saison gewesen. In seinem dritten Jahr war er dann des Öfteren Einwechselspieler gewesen, lediglich in der Abstiegsrunde war er dann in der Startelf zu finden, hierbei als linker Mittelfeldspieler eingesetzt. Odense BK stieg zum Saisonende schließlich in die zweite Liga ab. Mickelson blieb in Odense und war dann in der Zweitliga-Saison 2024/25 Stammspieler wobei er zunächst als linker Außenverteidiger, später als rechter Außenverteidiger eingesetzt wurde, gegen Saisonende als rechter oder als zentraler Mittelfeldspieler. Odense BK stieg umgehend wieder in die Superliga auf, dennoch verließ er den Klub.

#### SV Elversberg
Im Sommer 2025 zog es Nicholas Mickelson nach Deutschland zum Zweitligisten SV Elversberg, wo er einen Vertrag bis 2027 unterzeichnete.

### Nationalmannschaft
Nicholas Mickelson spielte ab der U16 in jeder Altersklasse für norwegische Nachwuchsnationalmannschaften. Am 2. Juni 2022 spielte Mickelson dann zum ersten Mal für die thailändische U-23-Auswahl bei der Qualifikation zum Asienmeisterschaft gegen Vietnam (2:2). Im Oktober 2024 nahm er mit der Mannschaft am King’s Cup 2024 teil. Im Endspiel am 14. Oktober 2024 im Tinsulanon Stadium in Songkhla besiegte man das Team aus Syrien mit 2:1.

## Erfolge und Auszeichnungen
Erfolge
Thailand
- King’s Cup: 2024

Auszeichnungen
Thailand
- Fußballer des Jahres: 2025[20]